# Радостівська сільська рада
Радостівська сільська́ ра́да (біл. Радастаўскі сельсавет) — адміністративно-територіальна одиниця у складі Дорогичинського району Берестейської області Білорусі. Адміністративний центр — село Радостове.

## Склад ради
Населені пункти, що підпорядковувалися сільській раді станом на 2009 рік:
| Населений пункт | Тип  | Населення, осіб (2009) |
| --------------- | ---- | ---------------------- |
| Горавиця        | село | 162                    |
| Залісся         | село | 37                     |
| Радостове       | село | 1339                   |
| Рожне           | село | 132                    |
| Сваринь         | село | 650                    |

## Населення
За переписом населення Білорусі 2009 року чисельність населення сільської ради становила 2320 осіб.

### Національність
Розподіл населення за рідною національністю за даними перепису 2009 року:
| Національність            | Осіб | Відсоток |
| ------------------------- | ---- | -------- |
| білоруси                  | 2290 | 98,71 %  |
| українці                  | 14   | 0,60 %   |
| росіяни                   | 11   | 0,47 %   |
| національність не вказана | 4    | 0,17 %   |
| вірмени                   | 1    | 0,04 %   |
| Разом                     | 2320 | 100 %    |